# 陈东 (中将)
陈东（1956年—），广西蒙山人，中国人民解放军中将。
曾任总参谋部信息部副部长。2008年5月，升任部长。2012年12月至2018年12月，任中国人民解放军空军副司令员。2014年7月晋升为空军中将军衔。